# 소후 암

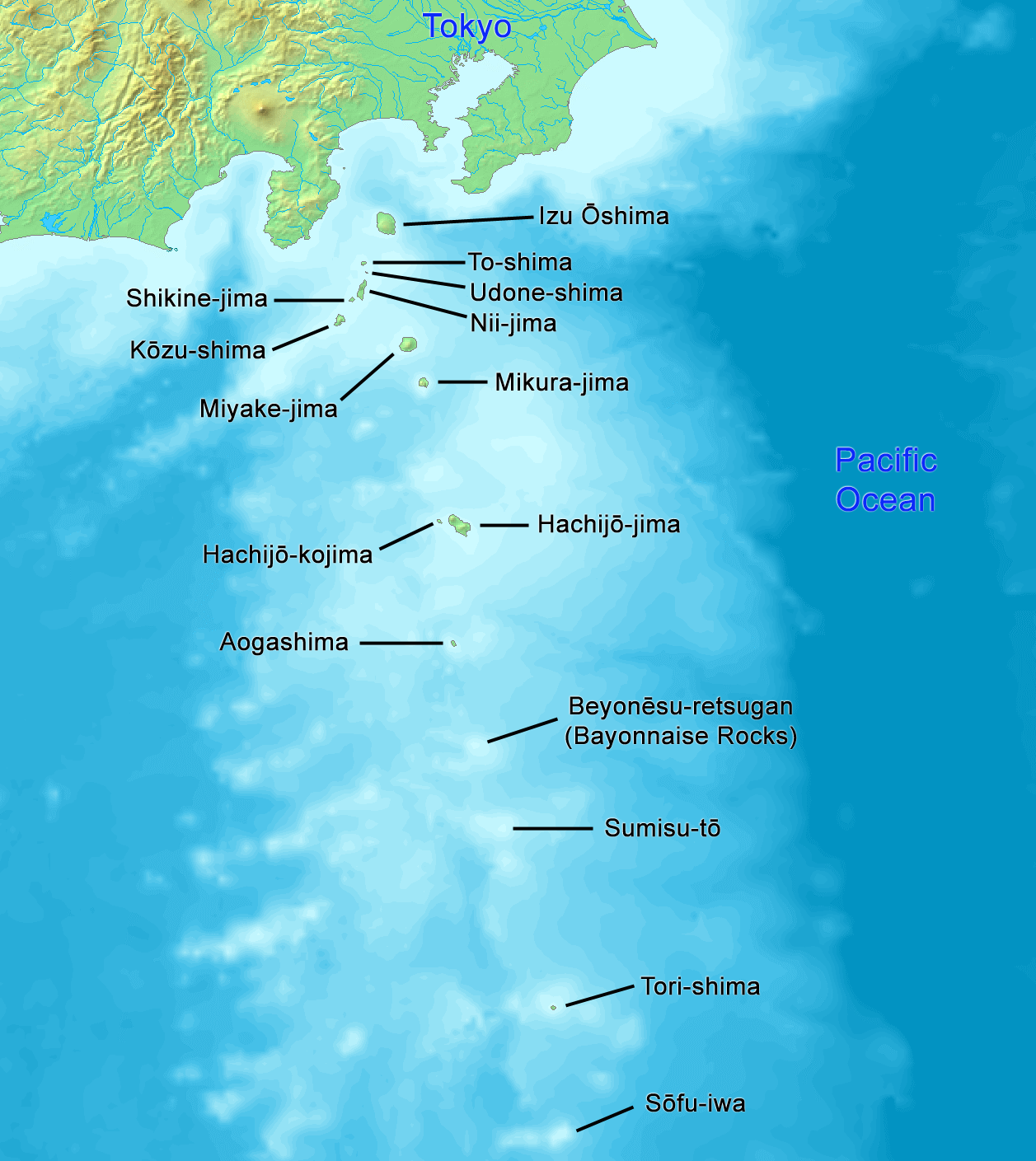
이즈 제도

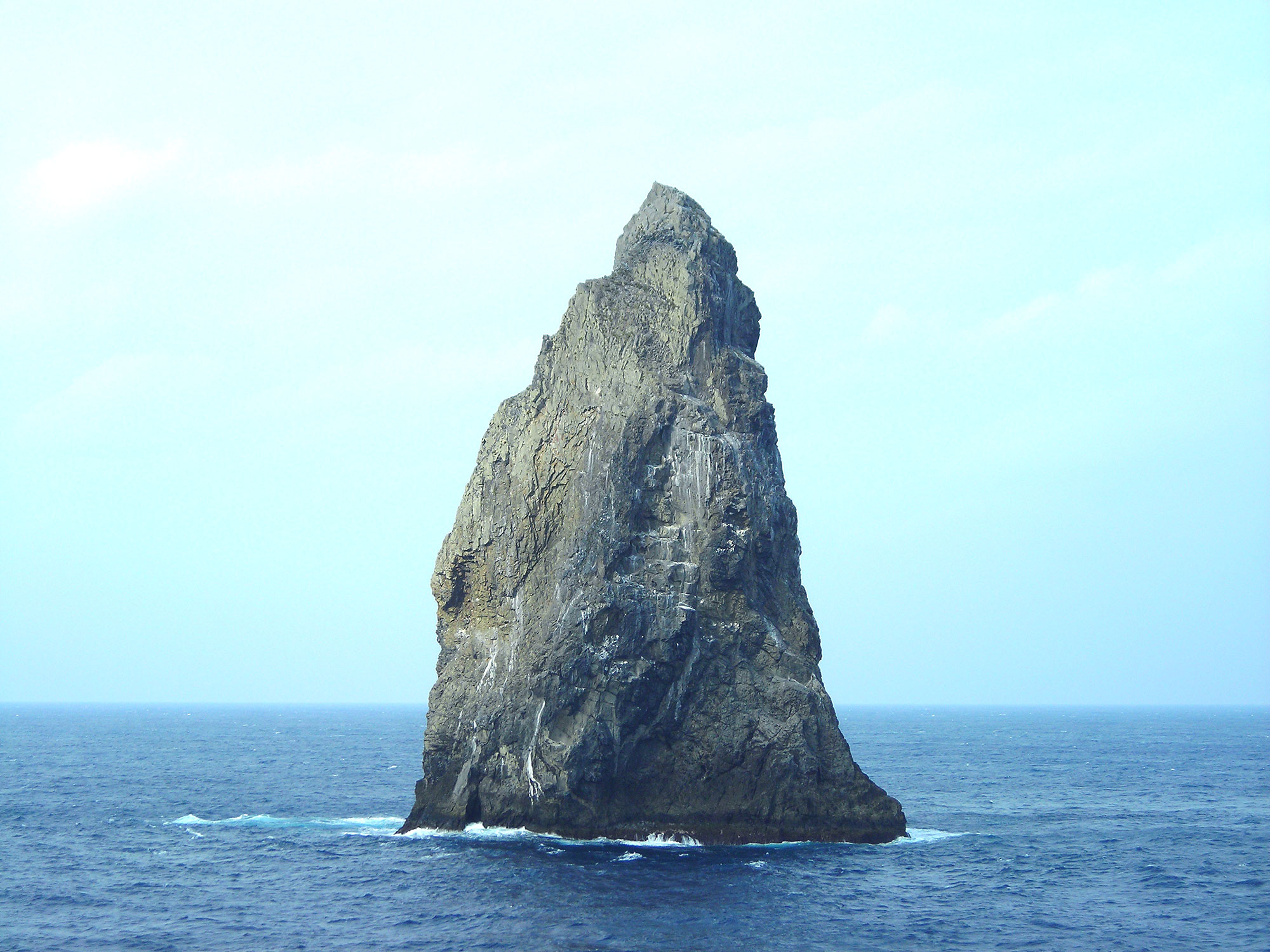
소후 암

소후 암(孀婦岩)은 필리핀해에 위치한 이즈 제도 최남단의 화산섬이다. 일본 도쿄도하에 하치조 지청의 직접 관할하에 있다. 도쿄의 해안에서 남쪽으로 약 650km, 도리시마에서 남쪽으로 약 76km 떨어져있다.

## 지리
섬은 깎아지른 듯한 현무암 기둥으로 해저 남동쪽으로 2.6km에 걸쳐 뻗어있는 평균 수심 240m의 칼데라의 눈에 보이는 일부이다. 수면 위의 부분은 대략 동서로 84m, 남북으로 56m이고 정상의 높이는 99m이다. 섬의 측면은 물과 맞닿아서 절리의 특징을 보인다.
섬의 모양과 거친 바다 때문에 섬에 상륙하는 것은 거의 불가능하다. 이곳은 주변은 물이 투명하고 물고기가 풍부한 것으로 유명한 인기있는 스쿠버 다이빙 장소이다.

## 역사
1788년 4월 9일에 영국의 항해가 존 미어스는 이곳을 발견하고 지금까지 그가 보아왔던 것들 중 '가장 경이로운 것'으로 묘사하였다. 그는 선원들과 함께 섬의 이름을 구약성경의 등장인물에게 경의를 표하는 뜻으로 '롯의 아내(Lot's Wife)'로 정하였다.
일본식 이름은 소후 암이다. 섬은 1952년 샌프란시스코 강화조약 이후 미국에게 점령되지 않은 최남단의 일본의 섬이었다.

## 같이 보기
- 볼스피라미드
- 로칼섬